# Рено, Жозеф Туссен
Жозеф Туссен Рено (фр. Joseph Toussaint Reinaud; 4 декабря 1795, Ламбеск — 14 мая 1867, Париж) — французский востоковед.

## Биография
В 1815—1818 годах изучал восточные языки у Сильвестра де Саси, в 1818—1819 годах — в Риме в папской Конгрегации пропаганды веры.
С 1824 года — научный сотрудник, с 1858 года — хранитель фонда восточных рукописей Национальной библиотеки в Париже.
С 1832 года — член Академии надписей и изящной словесности.
С 1838 года — профессор, с 1864 года — президент Школы живых восточных языков в Париже.
С 1842 года — член-корреспондент Петербургской Академии наук.
С 1847 года — президент французского Азиатского общества.

## Научное наследие
Автор работ, посвященных памятникам материальной культуры Востока и истории арабских завоеваний в Европе, изучению культурных и торговых связей между Европой и Востоком, Ближнего Востока с Индией и Китаем, а также истории географических знаний на мусульманском Востоке. Опубликовал ряд источников по истории крестовых походов.

### Труды
- Relation des voyages faits par les Arabes et les Persans dans l'Inde et à la Chine dans le IX siècle de l'ère chrétienne, éd. par Louis-Mathieu Langlès, 1811; nouv. éd. Joseph Toussaint Reinaud. Paris, 1845; repr. Francfort-sur-le-Main, 1994.
- Description des monuments musulmans du cabinet de M. le duc de Blacas. Paris, 1828.
- Invasions des Sarrazins en France et de France en Savoie, en Piémont. Paris, 1836; repr. Paris, 1964.
- Relation des voyages faits par les Arabes et les Persans dans l'Inde et а la Chine. Т. 1—2. Paris, 1845.
- Géographie d'Aboulféda. Т. 1: Introduction générale а la géographie des Orientaux. Paris, 1848.
- Relations politiques et commerciales de l'empire romain avec l'Asie orientale (l'Hyrcanie, l'Inde, la Bactriane et la Chine) pendant les cinq premiers siècles de l'ère chrétienne, d'après les témoignages latins, grecs, arabes, persans, indiens et chinois. Paris, 1863 (Journal asiatique, 3); repr. Osnabrück, 1966.